# Harry Goodman (Musiker)
Harry Goodman (* 21. Juni 1906 in Chicago; † 22. Oktober 1997 in Gstaad) war ein amerikanischer Jazzmusiker (Kontrabass, auch Tuba), der sich in späteren Jahren als Musikverleger betätigte.

## Wirken
Goodman, ein Bruder des Geigers Irving Goodman und des Klarinettisten und Swing-Bandleaders Benny Goodman, war ab Mitte der 1920er-Jahre als professioneller Musiker aktiv. Erste Aufnahmen („’Deed I Do“) entstanden Ende 1926 mit Ben Pollack and His Californians, denen u. a. auch Glenn Miller, Benny Goodman, Gil Rodin, Fud Livingston und der Vokalist Frank Sylvano angehörten. In den folgenden Jahren wirkte er bei Aufhahmen der Studiobands von Benny Goodman, Jimmy McHugh, Jack Pettis und des Produzenten Irving Mills mit. In den 1930er-Jahren war er u. a. zudem an Aufnahmen von Hoagy Carmichael („Rockin’ Chair“), Jack Teagarden, Red Nichols, Gil Rodin, The Charleston Chasers, Wingy Manone, Harry Rosenthal, Red McKenzies Mound City Blue Blowers, Teddy Wilson und Lionel Hampton beteiligt; ansonsten gehörte er ab 1934 dem Benny Goodman Orchestra an. Im Bereich des Jazz war er laut Tom Lord zwischen 1926 und 1939 an 208 Aufnahmesessions beteiligt. Er trat auch in der Fernsehserie American Masters auf.
Nachdem Harry Goodman im Frühjahr 1939 die Band seines Bruders endgültig verlassen hatte, trat er nie wieder als Bassist auf. Stattdessen begann er, verschiedene Geschäftsunternehmen zu betreiben, darunter ein Restaurant in Manhattan und einen Musikverlag.
Harry Goodman galt nicht als einer der großen Bassisten, aber „als ein guter Geselle mit dem richtigen Familiennamen“, schrieb John Goldsby.